# 血管内治療
血管内治療（けっかんないちりょう、Vascular IVR）とは、血管内に挿入した医療機器によって行われる治療である。血管内手術（けっかんないしゅじゅつ、Intravascular surgery）とも呼ばれ、治療に際してカテーテルが多用されるので、俗にカテーテル治療や低侵襲的手術、内科的手術とも呼ばれる。カテーテルは元来画像診断の為に導入された医療機器であったが、今日の血管内治療では画像診断のみならず治療器具としても使用されており、種々の目的や形態を持ったカテーテルが開発されている。

## 沿革
カテーテルの導入により選択的血管造影が可能になった。画像診断のために利用したほか、内分泌領域では血管毎に採血をしてホルモン産生腫瘍の部位同定に役立てたり、血液ガス分析にて動静脈短絡（シャント）や心室心房中隔の部位を確定する診断が行われたりするようになった。
その後、造影剤だけではなく、抗がん剤や血栓溶解剤の局所投与も可能になった。
また、出血が著しいときは、意図的に塞栓を生じさせ血行を遮断する手法も取り入れられた。
血管拡張の方法としては、バルーン（風船状の医療機器）を用いる方法があるが、ステントが開発されて以降、ステントにより内腔を保持する方法が主流となった。大動脈解離では挿入したステントで内腔を保持して手術を回避することも可能になった。
さらに血管のないところに血管を造ってしまう経頚静脈的肝内門脈肝静脈シャント形成術(TIPS :　Transjugular Intrahepatic Portosystemic Shunt)もうまれた。

## 手段による分類

### 塞栓術・閉塞術
血管を塞栓あるいは閉塞させることにより出血や腫瘍に対する治療を行う。たとえば脾腫や子宮筋腫の治療（子宮動脈塞栓術）などが行われる。また、肝疾患では肝硬変の患者でよく血管内治療を応用した治療が行われている。悪性疾患では肝細胞癌にたいする動脈塞栓化学療法(TACE:Transcatheter Arterial Chemo-Embolization)が特に広く行われている。最近では、肝細胞癌のみならず転移性肝癌や肺癌、一部のリンパ節転移、骨盤臓器癌腫等に応用され、一般的にがんカテーテル治療と呼ばれるようになりつつある。また、脳動脈瘤に対するコイル塞栓術も行われている。
- 塞栓例

◇Gelpart®, Gelfoam®, スポンゼル®など合成品を流し閉塞させる。
◇自己血凝血塊(auto clot)を流し閉塞させる。
◇プラチナコイルや羽毛、絹糸を挿入し閉塞させる。あるいは未破裂の脳動脈瘤ではプラチナコイルを挿入し、動脈瘤内で凝血塊を形成させて破裂を未然に予防することもある。
◇ビーズ (血管塞栓用球状塞栓物質)を流し腫瘍のなかの栄養血管まで阻血させる。
肝硬変が進行すると門脈血が肝臓を経由せず直接大循環に還流しようとして胃食道静脈瘤が形成される。胃食道静脈瘤に対しては内視鏡的に硬化結紮療法が行われているが、大きな胃静脈瘤に対してはバルーン閉塞下逆行性経静脈的塞栓術(B-RTO)も行われる。

### 血管形成術
心あるいは脳虚血疾患に対して、循環器内科・放射線科を中心とした心血管領域、脳神経外科・神経内科を中心とした脳血管領域でも血管の拡張療法が行われている。冠動脈血栓の治療については別途経皮的冠動脈形成術(PCI : percutaneous coronary intervention)を参照されたい。また、脳血栓の治療については別途機械的再開通療法(MT : mechanical thrombectomy)を参照されたい。

#### 血栓溶解
血栓を溶解させ血流を再灌流させる目的の治療法として、以前はウロキナーゼやストレプトキナーゼを用いていたが、病変部以外の箇所での出血のリスクや、目的の病変部位での有効血中濃度に到達させるために、カテーテル等で直接病変部位に薬剤を投与する、選択的血栓溶解療法が行われていた。
このうち心筋梗塞や狭心症といった冠動脈疾患については経皮的冠動脈形成術の進歩により経皮的冠動脈内血栓溶解術(PTCR : Perctaneous Transluminal Coronary Recanaryzation)は、あまり行われなくなり、経皮的冠動脈形成術後に飛散した血栓が末梢で再度閉塞するNo Reflowなどの症例に限定して経皮的血管内血栓溶解術が行われる。
また、脳血管領域ではt-PA（組織型プラスミノゲンアクチベーター:tissue Plasminogen Activator）の静脈内投与が認可されたので経皮的血管内血栓溶解術は次第に行われなくなると思われる。特に脳血管領域では脳梗塞発症後ごく短時間で血栓を溶解して再灌流しないと、脳機能に不可逆的な障害が発生し脳出血という副作用ばかり表れてしまう。3時間以内の治療でも3割が改善する一方で1割が副作用である脳出血をきたす。

#### 血管拡張
血管内に挿入したバルーンカテーテルを膨らませて血管内壁を押し広げることで、狭窄あるいは閉塞した血管を拡張させる経皮的血管形成術（PTA : percutaneous transluminal angioplasty）は、下肢閉塞性動脈硬化症(ASO)や腎血管性高血圧で行われている。人工透析のときのブラッドアクセスでも狭窄がある場合に経皮的血管形成術が行われる。
POBA, 経皮的血管形成術など風船を使って拡張する
ステントを置き、それを広げることで拡張する
硬化部位を削磨するロータブレーターで血管内壁を削ることで拡張する

#### 門脈大循環シャント作成
肝硬変などで上昇した門脈圧が低下すると、静脈瘤の破裂の危険も減り腹水も改善されるので、門脈圧改善を目的に経頚静脈的肝内門脈肝静脈シャント形成術(TIPS : Transjugulear Intrahepatic Portosystemic Shunt)に取り組んでいる施設もある。 TIPSは専用の穿刺針を用いて透視ガイド下に肝静脈から肝実質を貫き門脈枝にガイドワイヤーを通して門脈と肝静脈の間に金属ステントを用いて短絡路を作製する方法である。

### 下大静脈フィルター
特に深部静脈血栓症の合併症として静脈で形成された血栓が遊走し肺動脈につまることで生ずる肺動脈血栓塞栓症がある。それを予防するためにフィルターを下大静脈（腎静脈より尾側）に留置する。